# Vasil Mitkov
Vasil Mitkov (bulharskou cyrilicí Васил Митков; 17. září 1943 Sofie – 17. března 2002 Sofie) byl bulharský fotbalista, záložník.

## Fotbalová kariéra
Na Mistrovství světa ve fotbale 1970 nastoupil ve 2 utkáních. Celkem za bulharskou reprezentaci nastoupil v letech 1967–1973 v 17 utkáních a dal 3 góly. V bulharské lize hrál za Spartak Sofia a Levski Sofia. S Levski Sofia získal v letech 1970 a 1974 mistrovský titul a v letech 1970 a 1971 bulharský pohár. Se Spartakem Sofia získal bulharský pohár v roce 1968. V Poháru mistrů evropských zemí nastoupil ve 4 utkáních, v Poháru vítězů pohárů nastoupil ve 4 utkáních a dal 2 góly a v Poháru UEFA nastoupil v 4 utkáních a dal 1 gól.

## Ligová bilance
| Ročník                              | Zápasy | Góly | Klub          |
| ----------------------------------- | ------ | ---- | ------------- |
| 1. bulharská fotbalová liga 1962/63 | -      | -    | Spartak Sofia |
| 1. bulharská fotbalová liga 1963/64 | -      | -    | Spartak Sofia |
| 1. bulharská fotbalová liga 1964/65 | -      | -    | Spartak Sofia |
| 1. bulharská fotbalová liga 1965/66 | -      | -    | Spartak Sofia |
| 1. bulharská fotbalová liga 1967/68 | -      | -    | Spartak Sofia |
| 1. bulharská fotbalová liga 1967/68 | -      | -    | Spartak Sofia |
| 1. bulharská fotbalová liga 1968/69 | 13     | 2    | Levski Sofia  |
| 1. bulharská fotbalová liga 1969/70 | 26     | 12   | Levski Sofia  |
| 1. bulharská fotbalová liga 1970/71 | 26     | 8    | Levski Sofia  |
| 1. bulharská fotbalová liga 1971/72 | 19     | 15   | Levski Sofia  |
| 1. bulharská fotbalová liga 1972/73 | 31     | 11   | Levski Sofia  |
| 1. bulharská fotbalová liga 1973/74 | 21     | 5    | Levski Sofia  |
| 1. bulharská fotbalová liga 1974/75 | 6      | 2    | Levski Sofia  |
| CELKEM 1. liga                      | 311    | 103  |               |